# ドンナス
ドンナス、ドナス（フランス語: Donnas [dɔnas]）は、イタリア共和国ヴァッレ・ダオスタ州にある、人口約2,500人の基礎自治体（コムーネ）。

## 地理

### 位置・広がり

#### 隣接コムーネ
隣接するコムーネは以下の通り。括弧内のTOはトリノ県所属を示す。
- アルナド
- バール
- カレーマ (TO)
- オーヌ
- ペルロ
- ポン＝サン＝マルタン
- ポンボーゼ
- クインチネット (TO)
- トラヴェルセッラ (TO)
- ヴァルキウーザ (TO)

## 行政

### 分離集落
ドンナスには、以下の分離集落（フラツィオーネ）がある。
- Albard, Artade, Balmasse, Barat, Barme, Berriou, Beuby, Bodonne, Bondon, Bonze, Chanton, Chelevrinne, Chenail, Cignas, Clapey, Coudrette, Fabrique, Fioley, Glaires, Grand-Vert, I Pian, La Balmaz, La Cervaz, Lillaz, Lius, Mamy, Montat, Montey, La Moya, Novesse, Outrefer, Paians, Painfey, Pampéry, Perroz, Peyron, Place, Planet, Piole, Pomerou, Porcelette, Pramotton, Praposaz, Prelle, Reisen, Ronc, Rondevaccaz, Rossignod, Rovarey